# Jean Valnet
Jean Valnet (Châlons-sur-Marne, 26 de julio de 1920-Vulaines-sur-Seine, 29 de mayo de 1995) fue un médico francés que ejerció como médico militar. Fue uno de los artífices del desarrollo de la rama francesa de aromaterapia, llamada fito-aromaterapia. Además, fue el creador de la marca de aromaterapia «Docteur Valnet». En 1985, supervisó  la realización de sus preparaciones en el laboratorio Cosbionat, especializado en la fabricación y acondiciomado de productos de las plantas).

## Biografía
A inicios de los 60, fue el organizador de numerosas conferencias destinadas a especialistas (facultativos, Ministerio de Sanidad Pública) en Francia, Suiza, Reino Unido, Bélgica, España, Canadá, África, etc. 
En Indochina, Valnet comenzó a interesarse en  la aromaterapia, obteniendo resultados superiores a los esperados. 
En 1959, el doctor Jean Valnet abandona el ejército francés para dedicarse a la medicina en el ámbito civil en París y continuar sus investigaciones. Valnet se consagró al estudio y la enseñanza de la fitoterapia y la aromaterapia.
En 1971, fue suspendido durante un año por la Ordre des médecins tras la aparición de la obra Docteur Nature. 
Obtuvo la condecoración de Caballero de la Legión de Honor. Fue titular de numerosos distintivos civiles y militares y miembro reputadas sociedades francesas y extrajeras.
Fundó el Colegio de fitoaromaterapie.
Fue capaz de observar los resultados obtenidos, ya sea por terapia antibiótica o por nuevos avances en las habilidades químicas. Los resultados fueron entonces prometedores. A pesar de la espectacular eficacia de la penicilina ante lesiones graves, Valnet se dio cuenta de que el uso escandaloso de estos remedios milagrosos rápidamente se convirtió en una adicción a las bacterias.
En lengua española, su obra Traitement des maladies par les légumes, les fruits et les céréales (1971) fue editada por la editorial española Reus en 1973 con el título Tratamiento de las enfermedades por las verduras, frutas y cereales. 
Falleció en 1995. Jean Valnet fue inhumado en Huanne-Montmartin (Doubs). 

## Obras
- Valnet, Jean et al.Les médecines différentes. Paris: Planète, 1964.
- Valnet, Jean. L'Aromathérapie ou Aromathérapie, Traitement des maladies par les essences des plantes. Paris: éditions Maloine, 1964.
- Valnet, Jean.Thérapeutique journalière par les légumes et les fruits. Paris: éditions Maloine, 1967.
- Valnet, Jean. Docteur Nature. Paris: Fayard, 1971.
- Valnet, Jean. Traitement des maladies par les légumes, les fruits et les céréales. Paris: Maloine, 1971.
- Valnet, Jean. Une médecine nouvelle. Phytothérapie et aromathérapie-comment guérir les maladies infectieuses par les plantes. Paris: Presses de la Renaissance, 1978.
- Valnet, Jean.Se soigner, par les légumes, les fruits et les céréales. Paris: Librairie générale française, 1985.
- Valnet, Jean. La phytothérapie: traitement des maladies par les plantes. Paris: Librairie générale française, 1986.
- Duraffourd, Christian;  Valnet,Jean. Abc de phytothérapie dans les maladies infectieuses. Paris: Grancher, 1998.
- Valnet, Jean. La santé par les fruits, les légumes et les céréales. Paris: Vigot, 2001.